# Acacia suberosa
Acacia suberosa är en ärtväxtart som beskrevs av George Bentham. Acacia suberosa ingår i släktet akacior, och familjen ärtväxter. Inga underarter finns listade i Catalogue of Life.